# Frederick Wilson
Frederick Wilson auch Freddie Wilson sowie Fred Wilson (* 13. August 1912 in London als Frederick Charles Wilson; † August 1994 in Cambridge, Cambridgeshire) war ein britischer Filmeditor, der in seiner Karriere über 40 Kino-Produktionen als Editor betreute. Darunter Filme wie Caesar und Cleopatra, Die geheimnisvolle Insel, Die amourösen Abenteuer der Moll Flanders, Arabeske oder Lawman.

## Leben und Karriere
Frederick Charles Wilson begann seine Laufbahn im Bereich Filmschnitt zu Beginn der 1930er Jahre, zuerst noch als Assistent bei Filmen wie Herbert Wilcox’ Good Night, Vienna oder Paul Czinners Drama Verlaß mich niemals wieder, bevor er dann ab 1935 selbst die Verantwortung als Editor bei Kinoproduktionen übernahm. So betreute er in den darauffolgenden Jahren Filme wie René Clairs Gewagtes Spiel (1938), Paul Czinners romantisches Drama Träumende Augen (1939), Maurice Elveys Produktion Das heilige Feuer (1943) oder Gabriel Pascals Historienfilm Caesar und Cleopatra mit Claude Rains, Vivien Leigh und Stewart Granger in den Hauptrollen.
Nach dem Zweiten Weltkrieg engagierte man ihn als Editor für zahlreiche Filmgenres, Komödien, Dramen, Abenteuerverfilmungen oder Kriminalfilme, darunter für Kinoproduktionen wie Die jungen Liebenden, Doktor Ahoi!, Der eiserne Unterrock, Gefährliches Erbe, Der Luxus Käpt’n, Brennendes Indien, Flucht aus dem Dunkel, Lancelot, der verwegene Ritter, Verführen will gelernt sein... oder Kalter Hauch.
Im Jahr 1967 erhielt Wilson je eine BAFTA-Award-Nominierung in der Kategorie Bester Schnitt für Stanley Donens Agententhriller Arabeske mit Gregory Peck und Sophia Loren sowie für Michael Andersons Kriminaldrama Das Quiller-Memorandum – Gefahr aus dem Dunkel in der Besetzung George Segal, Alec Guinness und Max von Sydow.
1949 arbeitete er für das romantische Drama Zwei junge Herzen mit Gordon Jackson und Rona Anderson auch als Regisseur und Drehbuchautor.
Frederick Wilson verstarb im August 1994 über 81-jährig in der Grafschaft Cambridgeshire. Sein Sohn Roger Wilson wurde ebenfalls Filmeditor.

## Auszeichnungen
- 1967: BAFTA-Award-Nominierung in der Kategorie Bester Schnitt für Arabeske
- 1967: BAFTA-Award-Nominierung in der Kategorie Bester Schnitt für Das Quiller-Memorandum – Gefahr aus dem Dunkel

## Filmografie (Auswahl)

### Als Editor
- 1935: Come Out of the Pantry
- 1936: When Knights Were Bold
- 1936: This'll Make You Whistle
- 1937: London Melody
- 1937: The Frog
- 1937: Smash and Grab
- 1937: Millions
- 1938: Gewagtes Spiel (Break the News)
- 1939: Träumende Augen (Stolen Life)
- 1941: Spellbound
- 1943: Das heilige Feuer (The Lamp Still Burns)
- 1944: Don't Take It to Heart
- 1945: Caesar und Cleopatra (Caesar and Cleopatra)
- 1947: While the Sun Shines
- 1948: Die falschen Detektive (Under the Frozen Falls)
- 1953: The Net
- 1953: Gefahr für Barbara (Personal Affair)
- 1954: Fast and Loose
- 1954: Die jungen Liebenden (The Young Lovers)
- 1955: Der Gefangene (The Prisoner)
- 1955: Doktor Ahoi! (Doctor at Sea)
- 1955: All for Mary
- 1956: Der eiserne Unterrock (The Iron Petticoat)
- 1956: Checkpoint – Straße des Todes (Checkpoint)
- 1957: Hilfe, der Doktor kommt! (Doctor at Large)
- 1957: Gefährliches Erbe (Campbell's Kingdom)
- 1958: … denn der Wind kann nicht lesen (The Wind Cannot Read)
- 1959: Der Luxus Käpt’n (The Captain's Table)
- 1959: Brennendes Indien (North West Frontier)
- 1960: Wernher von Braun – Ich greife nach den Sternen (Wernher von Braun)
- 1961: Der rote Herzog (The Hellfire Club)
- 1961: Die geheimnisvolle Insel (Mysterious Island)
- 1963: Reach for Glory
- 1962: Flucht aus dem Dunkel (Guns of Darkness)
- 1963: Lancelot, der verwegene Ritter (Lancelot and Guinevere)
- 1963: Alibi des Todes (Girl in the Headlines)
- 1964: The Third Secret
- 1964: Verführen will gelernt sein... (Rattle of a Simple Man)
- 1965: Die amourösen Abenteuer der Moll Flanders (The Amorous Adventures of Moll Flanders)
- 1966: Arabeske (Arabesque)
- 1966: Das Quiller-Memorandum – Gefahr aus dem Dunkel (The Quiller Memorandum)
- 1971: Lawman
- 1972: Kalter Hauch (The Mechanic)
- 1972: Chatos Land (Chato's Land)
- 1973: Todesgrüße von Gamma 03 (The Big Game)
- 1975: Moses (Moses the Lawgiver) (Fernsehminiserie)
- 1976: Beauty and the Beast (Fernsehfilm)
- 1976: Come una rosa al naso

### Als Regisseur
- 1949: Zwei junge Herzen (Floodtide) (auch Drehbuchautor)